# St. George Island (Alaska)

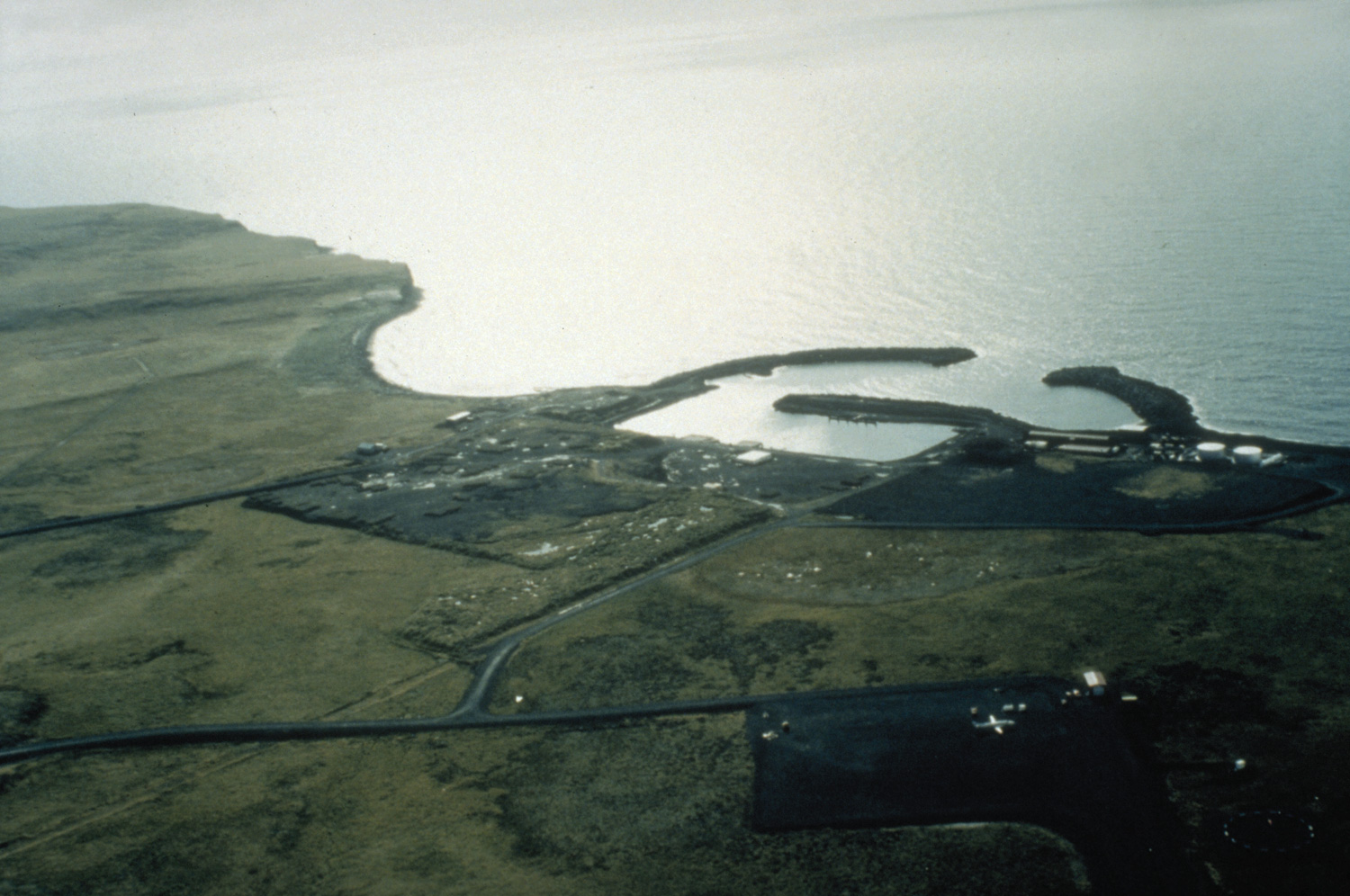
Vedere aeriană a insulei

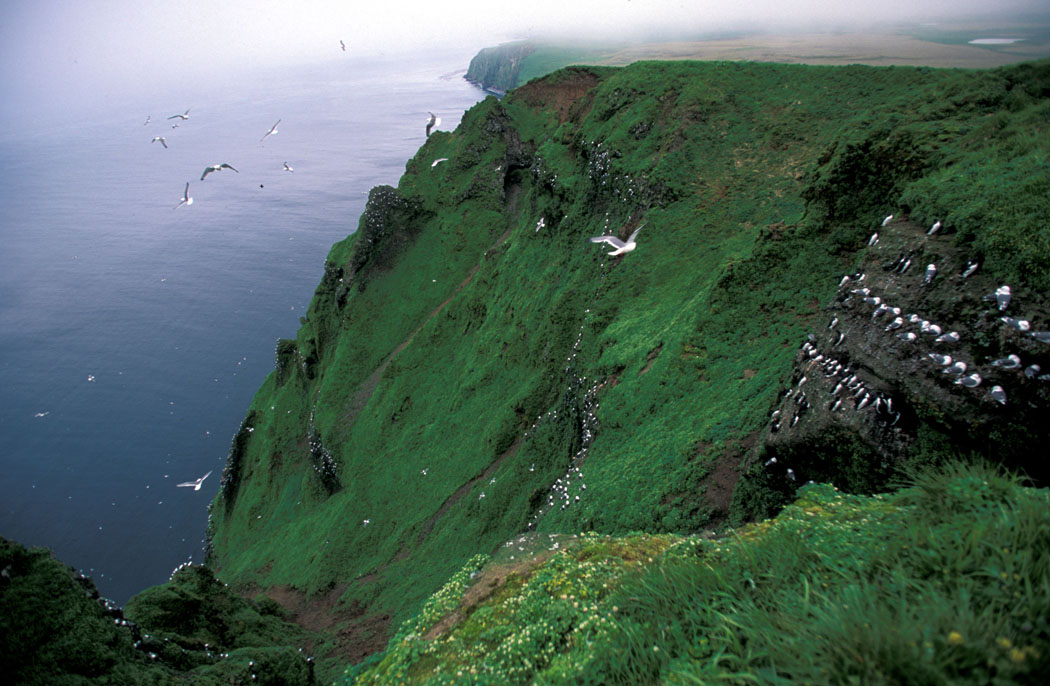
Coasta abrubtă a insulei St. George

 St. George Island este a doua insulă ca mărime din sudul statului nord-american Alaska. Ea se află situată în Marea Bering, insula are lungimea de 18 km și are o suprafață de 90 km². Ca origine este o insulă vulcanică, roca principală fiind bazaltul. La nord-vest la o distanță de 60 km. se află insula mai mare St. Paul. St. George Island are o populație de 125 loc. (în  2007) care trăiesc majoritatea în localitatea principală St. George.

## Istoric
Insula St. George, a fost descoperită în anul 1788 de navigatorul rus Gavriil Loginovici Pribilov care era în căutare de foci. El ar fost împins de furtună, descoperind întâmplător insula care o va denumi după numele corabiei sale St. George. După vânarea și jupuirea focilor (Otariidae) care populau din abundență țărmurile insulei. Pribilov lasă o parte a echipajului pe insulă, iar el se pleacă înapoi cu pieile de focă. Echipajul rămas după termnarea proviziilor de hrană vor naviga cu o ambarcațiune construită de ei spre insula care o numesc St. Peter și St. Paul, care va numită mai târziu St. Paul. În anul 1788 Compania Ruso-Americană (RAK) vor înrobi ca sclavi locuitorii din Siberia și vor coloniza forțat cu ei ambele insule. În anul 1870 închiriază pe 20 de ani  insulele,  guvernul american, de la Rusia. În anul 1890 contractul de închiriere al insulelor a fost prelungit cu încă 20 de ani, timp în care se face o vânare intensivă a focilor. La scurt timp vânarea focilor devine nerentabilă, blănurile de focă ne mai fiind solicitate. Populația de pe insulă sărăcește, răutățindu-se condițiile de muncă. În anul 1966 a fost interzisă comercializarea blănurilor de focă, admițând numai locuitorilor insulei de a vâna numai un număr de 500 de foci pe an, pentru acoperirea necesarului propriu.

## Flora și fauna
Pe insula St. George, se află una dintre cele mai mari colonii de păsări de mare din emisfera de nord. Insula prin relieful ei cu țărmuri abrubte oferă posibilități de cuibărire acester păsări. Acestea sunt într-un număr de ca. 2,5 mil. de păsări de mare din care 75 % sunt pescăruși, ei cuibăresc pe țărmurile înalte stâncoase, care au altitudinea de 500 m deasupra n.m.. Vegetația de pe insulă este o vegetație de tundră. Fauna în afară de foci este reprezentată prin vulpi polare și karibu o specie de ren.
Fora insulei este formată din plante din genurile: Angelica, Aconitum, Empetrum și Geranium.